# آرد نخودچی

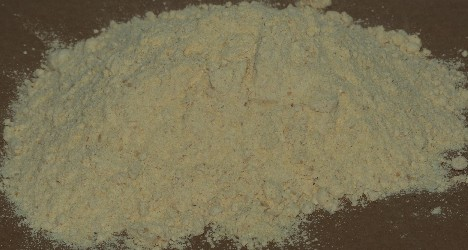
مقداری پودر نخود چی الک نشده

آرد نخودچی آردی است که از نخودچی پوست گرفته و بی‌نمک تهیه می‌شود. نخودچی را می‌کوبند یا آسیاب می‌کنند و آن را با الک بسیار ریز برای نرم و صاف شدن الک می‌کنند.
آرد نخودچی در شیرینی‌پزی هم مصرف می‌شود.